# Історія боксу

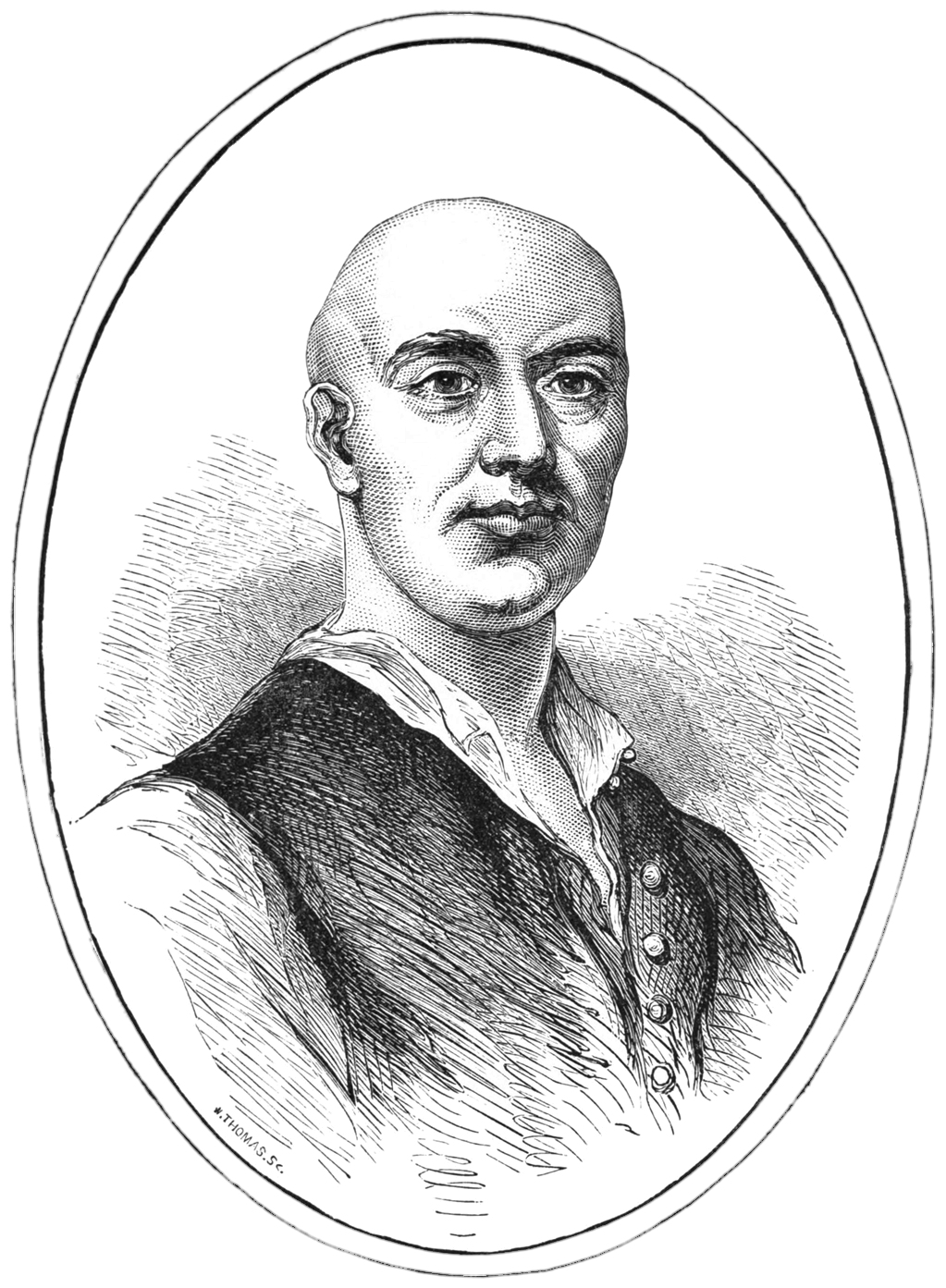
Джек Бротон, англійський боксер, автор перших загальноприйнятих правил боксу

Історія боксу — історія спортивного виду боротьби кулаками, який також зветься pugilism (дослівно «кулачний бій») та prizefighting (дослівно «бій за нагороду»).

## Давні часи
Можливо, люди використовували кулаки, щоб улагодити суперечки протягом багатьох сторіч, перш ніж хтось подумав про організацію боїв для розваги інших.
Мається свідчення того, що бокс як кулачний вид єдиноборств існував приблизно десь 1500 року до нашої ери на острові Крит. Сучасні дослідження дозволяють також стверджувати, що цей вид єдиноборства був відомий в Африці набагато раніше, зокрема в Ефіопії. Ієрогліфічні записи, що датуються 4 тисячоліттям до нашої ери, свідчать про поширення цього спорту по всій долині Нілу і в Єгипті після завоювання Єгиптом Ефіопії.
Бокс поширювався разом з єгипетською цивілізацією через Середземномор'я і Близький Схід. 686 року до нашої ери він настільки удосконалився, що був включений до Олімпійських Ігор.
Однак боксом, в сучасному розумінні цього слова, той вид єдиноборства назвати було важко. Поєдинки проходили просто неба.
Глядачі були межею арени, на якій боксували спортсмени. Боротьба тривала доти, доки один з учасників був не в змозі продовжувати поєдинок. Перші боксери змагалися насамперед за славу, однак переможець одержував також золото, домашню худобу або інші трофеї.

## Екіпірування
Щоб захистити руки і зап'ястя, борці обмотували свої кулак, а іноді й дві третини передпліч тонкими м'якими смужками шкіри. В 4-му тисячолітті до нашої ери смужки виготовлялися з твердої шкіри. Вони не тільки захищали руки, але й перетворювали їх на зброю. Пізніше, в Римській імперії на смужки шкіри надягалися спеціальні мідні чи залізні накладки, щоб вести гладіаторські бої, які зазвичай закінчувалися смертю одного з бійців.

## Історія українського боксу
Щодо віку українського боксу питання існує. Його можна відраховувати з кінця 19 століття та розробок європейськими концесіонерами донецького вугілля. Енциклопедія боксу наполягає на цих фактах. Сучасні ветерани, до яких має відношення Мацих Михайло Якович, старший тренер ЦСК ЗС України, більше прихильні наполягати про розвиток боксу в Україні у повоєнні часи, знову ж таки нагадуючи про Донбас, про Львів, Харків і Київ.
Значний внесок в розвиток українського боксу внесла одеська школа, визначним діячем якої був Аркадій Бакман, який 1933 року завоював звання чемпіона України і посів 3-е місце на другому чемпіонаті СРСР у Мінську у ваговій категорії 51 кг. Він був першим капітаном збірної Української РСР з боксу, яка на чемпіонаті СРСР здобула бронзові медалі в командному заліку. 1934 року його призначили старшим тренером «Одеської міської школи боксу». Значний внесок в розвиток українського боксу також вніс одесит Семен Трестін, єдиний з радянських боксерів володар боксерського Оскару, що вручався на міжнародному турнірі в Белграді. В пам'ять про знаного боксера з 1996 року в Одесі проводиться турнір з боксу його імені. З 2017 року турніру присвоєно клас «А» і він внесений до календаря офіційних змагань Європейської конфедерації боксу (EUBC).